# 道格拉斯 (北開普省)

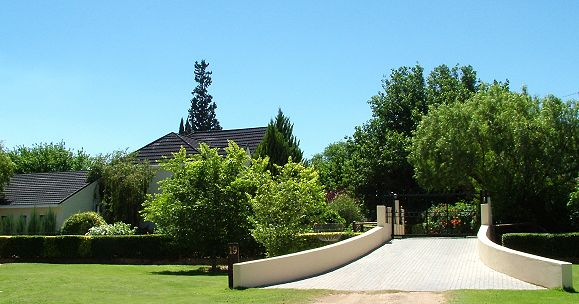
道格拉斯郊區

道格拉斯是南非的城鎮，位於該國中部，由北開普省負責管轄，距離金伯利約100公里，始建於1848年，面積73.29平方公里，2011年人口20,083，人口密度每平方公里232人。